# 16-й Міжнародний фестиваль православного кіно «Покров»
XVI Міжнародний фестиваль православного кіно «Покров» — це кінофестиваль короткометражних ігрових та анімаційних фільмів на православну та сімейну просвітницьку тематику, що проходив з 8 по 11 жовтня 2018 року у Києві.

## Особливості
Фестиваль «Покров» 2018 року присвячений 30-річчю відродження Свято-Успенської Києво-Печерської Лаври.

## Переможці
До оргкомітету фестивалю було надіслано близько 200 робіт. Пройшли відбір 70 фільмів з України, Білорусі, Грузії, Польщі, Боснії і Герцеговини, Індії, Сербії та Росії, які будуть показані в столичному «Будинку кіно» (вул. Саксаганського, 6).